# Ares del Maestrat
Pour les articles homonymes, voir Ares (homonymie).
Ares del Maestrat, en valencien et officiellement (Ares del Maestre en castillan), est une commune d'Espagne de la province de Castellón dans la Communauté valencienne. Elle est située dans la comarque de l'Alt Maestrat et dans la zone à prédominance linguistique valencienne. Elle appartient à la Mancomunidad Comarcal Els Ports.

## Géographie

Localisation d'Ares del Maestrat
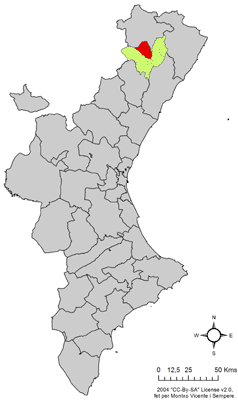
dans la Communauté valencienne.
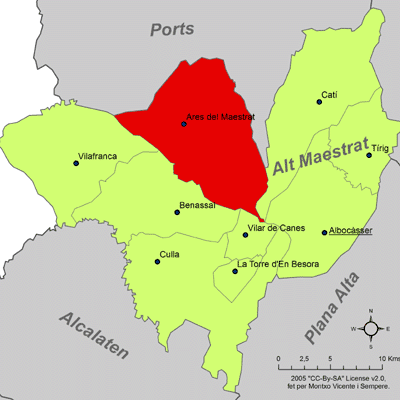
dans la comarque de l'Alt Maestrat.

## Hameaux
- La Montalbana
- Masía Roca de Abajo
- Santa Elena
- Torre Beltrán

## Localités limitrophes
Castellfort, Morella, Catí, Vilar de Canes, Benasal, et Villafranca del Cid, toutes de la province de Castellón.

## Histoire
L'histoire d'Ares del Maestre remonte à la Préhistoire, comme l'attestent les exceptionnelles peintures rupestres appartenant à l'Art Rupestre Levantin, que l'on trouve à la Cueva Remigia. Le château avec des restes ibériques, va être tout au long de l'histoire, un élément actif des vicissitudes du village. Quelques textes historiques font référence à l'existence d'une enclave romaine près du piton qui a servi, à l'époque médiévale, pour construire le château. La cité a été ensuite détruite, fortifiée et agrandie par les musulmans. Conquise en 1170 par Alphonse II d'Aragon, c'est Pierre II d'Aragon qui a donné la première Carta Puebla. Le roi Jacques le Conquérant l'a reconquise définitivement en 1232. En 1234, elle est passée aux mains de l'Ordre du Temple, en devenant siège d'une de ses commanderies. Lors de la dissolution du Temple, par décision du Pape, elle est devenue propriété de l'Ordre de Montesa, qui lui a succédé dans le Royaume de Valence.

## Démographie
| 1990 | 1992 | 1994 | 1996 | 1998 | 2000 | 2002 | 2004 | 2005 | 2008 |
| ---- | ---- | ---- | ---- | ---- | ---- | ---- | ---- | ---- | ---- |
| 370  | 335  | 315  | 281  | 266  | 254  | 246  | 228  | 222  | 217  |

## Administration

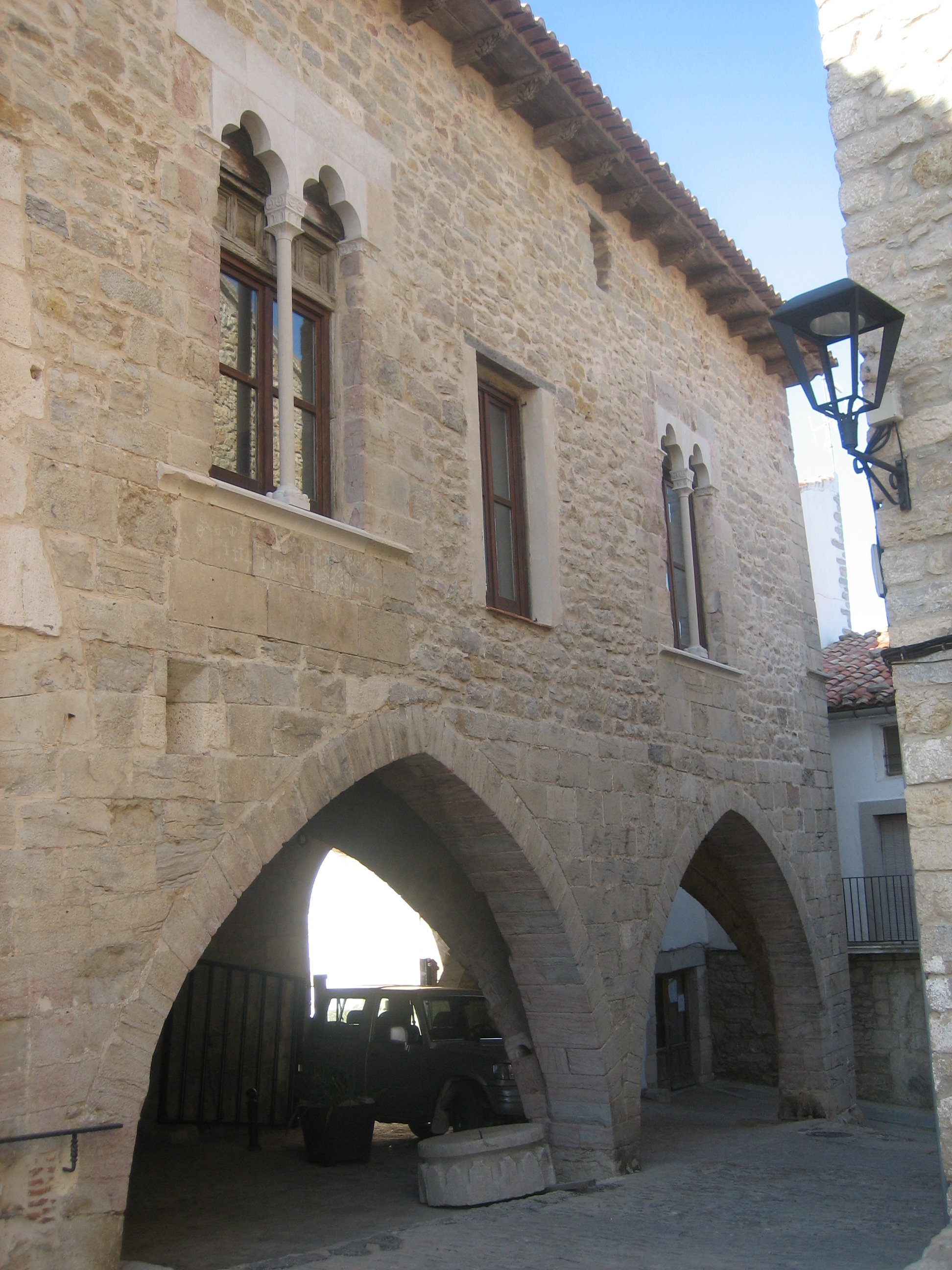
Mairie d'Ares del Maestrat.

| Liste des Maires |                             |       |         |
| Période          | Identité                    | Parti | Qualité |
| 1979-1983        | Joaquín Monfort Tena        | UCD   | -       |
| 1983-1987        | Pascual Troncho Armelles    | PSOE  | -       |
| 1987-1991        | Pascual Troncho Armelles    | PSOE  | -       |
| 1991-1995        | Pascual Troncho Armelles    | PSOE  | -       |
| 1995-1999        | Pascual Troncho Armelles    | PSOE  | -       |
| 1999-2003        | Francisco J. Fuentes García | PP    | -       |
| 2003-2007        | Francisco J. Fuentes García | PP    | -       |
| 2007-2011        | Francisco J. Fuentes García | PP    | -       |
| 2011-2015        | Francisco J. Fuentes García | PP    | -       |

## Économie
L'écomnomie est essentiellement agricole et basée sur l'élevage.
Le tourisme se developpe grâce à l'intérêt du site et des monuments.

## Monuments et Lieux

### Monuments religieux

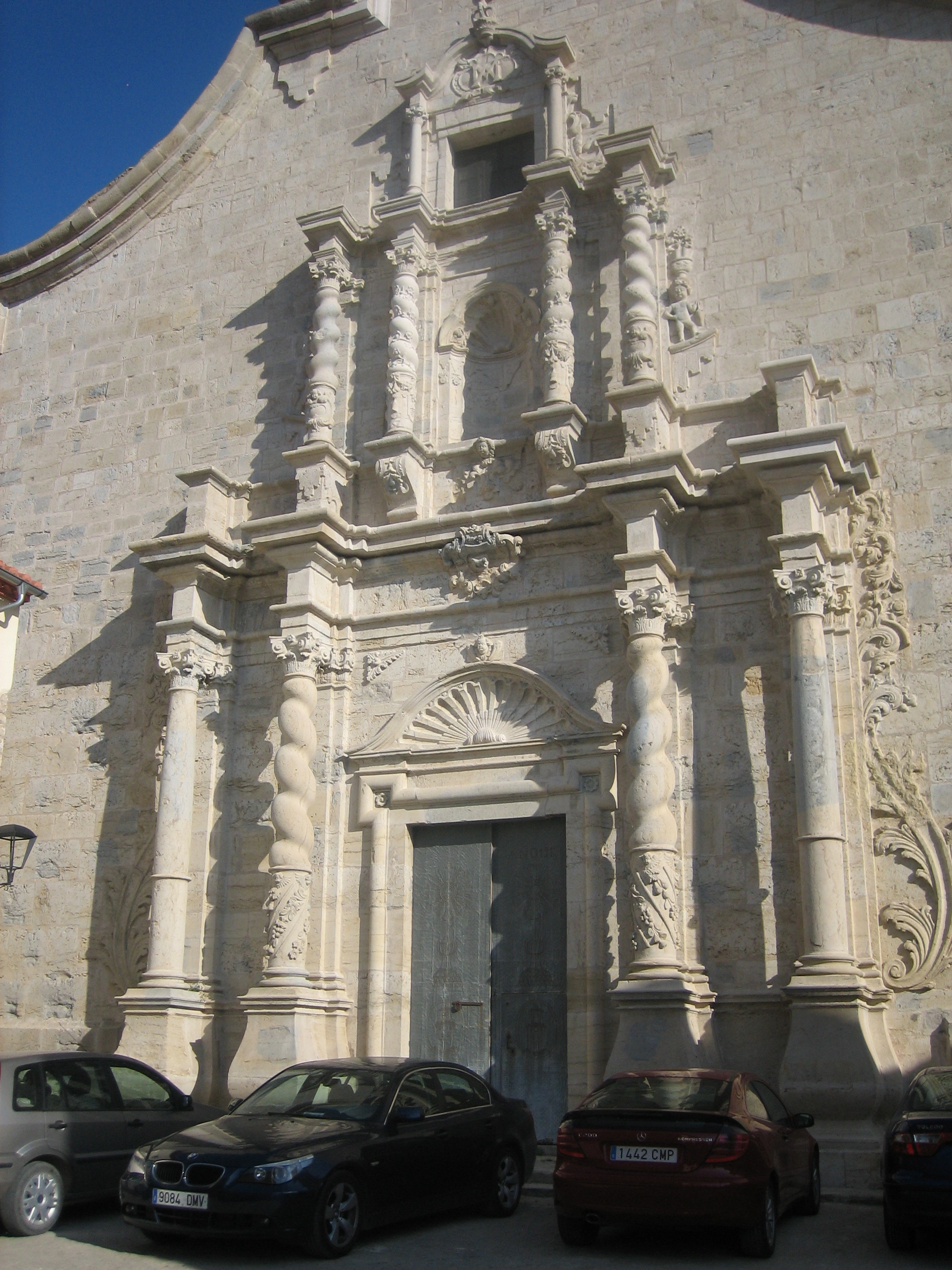
Façade de l'Église de l'Assomption

- Église de l'assomption du XVIIIe siècle, avec une façade baroque. Elle remplace l'église ancienne détruite en 1707 par les troupes de Philippe V d'Espagne lors de la Guerre de succession.
- Ermitage de Santa Bàrbara du XVIIIe siècle.
- Ermitage de Santa Elena du XVIIIe siècle.

### Monuments civils
- Peintures Rupestres. Ces peintures (découvertes en 1917) se trouvent dans les abris du barranco de la Gasulla.
- Château d'Ares.
- Prison du XIIIe siècle.
- la Bourse antique (llotja) du XIIIe siècle, de style gothique, siège aujourd'hui de l'Hôtel de ville.
- Les anciennes Portes de la ville.
- la Tour Beltrans.
- Barranco dels Molins (des moulins). Ensemble de cinq moulins à eau du XVIIe siècle-XVIIIe siècle.

### Sites remarquables
- Source Voltà.
- Source de la Pinella.
- Barranco dels Horts, microréserve de flore.
- Muela de Ares (la Dent d'Ares) de 1 348 mètres d'altitude, offrant de beaux paysages.
- Cova Remigia, abri sous roche préhistorique déclaré Patrimoine mondial de l'UNESCO.

## Fêtes locales
- San Antonio Abad. Elle est célébrée en janvier, le samedi le plus près du 17 janvier; on allume un feu sur la Plaza Mayor.
- San Marcos. Elle est célébrée en avril. Le dimanche le plus proche du 25 avril avec un pèlerinage à la Vierge de la Fuente de Castellfort.
- Santa Elena. Se tient en mai. Le premier dimanche de mai avec un pèlerinage à l'Ermitage de Santa Elena.
- Fêtes Patronales. Se tiennent en août. Dédiées à Santa Elena et San Bartolomé.